# دکتر در دریا (فیلم)
دکتر در دریا (انگلیسی: Doctor at Sea) فیلمی به کارگردانی رالف توماس است که در سال ۱۹۵۵ منتشر شد.

## بازیگران
- درک بگارد
- بریژیت باردو
- جیمز رابرتسن جاستیس
- جوآن سیمز
- موریس دنهام
- جرج کولوریس
- جوان هیکسون